# 湯川直光
湯川 直光（ゆかわ なおみつ）は、戦国時代の武将。紀伊国亀山城主。名は湯河 直光とも書かれる。

## 出自
湯河氏（湯川氏）は甲斐源氏武田氏の支流の出という。湯河氏の祖・武田三郎忠長（または武田悪三郎信忠）が熊野湯川（現在の和歌山県田辺市中辺路町道湯川）に来住したことに始まり、南北朝時代の3代当主・湯河光春の頃に牟婁郡・有田郡・日高郡を領して、亀山城（御坊市湯川町丸山）を築いたとされる。その後、室町幕府奉公衆となり、小松原（御坊市湯川町小松原）を本拠とした。

## 略歴
湯河氏の当主・光春の子として生まれる。
直光は当時の交通の要衝であった小松原館を築城して平時の居館としたという。
『紀伊続風土記』などによると、摂津国江口の戦いで三好長慶の軍勢に敗れたが、大坂本願寺の証如の助力もあり小松原館に帰還。天文年間に感謝の意を込めて一堂（後の本願寺日高別院）を建立し、次男・信春を出家させて住職にしたとされる。
永禄元年（1558年）、河内・紀伊守護の畠山高政が重臣の安見宗房と対立し、河内国高屋城から紀伊へと逃れてくる。翌永禄2年（1559年）に三好長慶や直光の協力で河内に返り咲いた高政は、畠山氏の庶家で奉公衆である畠山中務少輔家の家督を直光に与えた。ところが、永禄3年（1560年）に高政は宗房を復帰させ、これが長慶の河内侵攻を招き、高政・宗房は河内を奪われ紀伊へ亡命した。この際、直光は将軍・足利義輝より御内書を下されたため、高政からの出陣要請を断っている。
永禄5年（1562年）3月、河内奪還を狙う高政の行軍に従い、和泉国久米田で長慶の弟・実休が率いる三好軍を撃破した（久米田の戦い）。以前将軍により参陣を停止されていた直光が反三好の戦いに協力したのは、三好氏に所領を押領されていたためともいわれる。また、この時は高政に味方するよう将軍側から働きかけがあったとも考えられる。
同年5月20日、三好軍の反攻を受けて河内国教興寺に布陣していた直光は戦死し、紀伊勢は総崩れとなった（教興寺の戦い）。この時、直光の弟の帯刀や一族の右衛門大夫兄弟や甚太夫など、多くの者が討死したという。
跡は長男・直春が継いだ。